# Park Narodowy Dżigme Dordżi
Park Narodowy Dżigme Dordżi (dzong. trb. Dżigme Dordżi Gjel Lingkʽa, ang. Jigme Dorji National Park) – park narodowy w północno-zachodnim Bhutanie.

## Geografia
Park położony jest w północno-zachodniej części Bhutanu, na terenie dystryktów: Punakʽa, Gasa, Wangdü Pʽodrang, Paro, Thimpu, przy czym dystrykt Gasa leży w całości w obrębie parku. Obszar ten zajmuje powierzchnię 4316 lub 4349 km², stanowiąc największy lub drugi pod względem wielkości obszar chroniony w państwie.
Charakterystyczną cechą obszaru jest duża rozpiętość wysokości: od 1400 do ponad 7000 m n.p.m., która przekłada się na różnorodność ekosystemów i zasiedlających je gatunków. Leżą tu dwa najpopularniejsze szczyty Bhutanu: Czomo Lhari i Jitchu Drake. Głównymi rzekami są Mo-czʽu, Pʽo-czʽu, Wang-czʽu i Pa-czʽu. Swoje źródła ma tu Tʽimpʽu-czʽu. Licznie występują gorące źródła.
Siedziba parku znajduje się w miejscowości Damji w Gasie, a oprócz niej istnieją jeszcze 4 biura terenowe strażników. Park połączony jest z Parkiem Narodowym Dżigme Senge Wangczʽuk korytarzem ekologicznym w 75% porośniętym lasami klimatu umiarkowanego i subtropikalnego.

## Historia
Obiekt ten należy do najstarszych parków narodowych w Bhutanie. Ustanowiony został w 1974 z rangą sanktuarium dzikiej przyrody (wildlife sanctuary). Jego nazwa upamiętnia trzeciego króla Bhutanu – Jigme Dorjiego Wangchucka. W chwili ustanowienia obejmował cały północny pas państwa. Status parku narodowego otrzymał w 1993 w ramach rewizji systemu obszarów chronionych państwa. Wówczas też jego terytorium zostało ograniczone do północno-zachodniej części Bhutanu.

## Flora
Ze względu na dużą rozpiętość wysokości na obszarze parku występuje aż 8 z 11 typów roślinności stwierdzonych w Bhutanie. Spotkać tu można nadrzeczne lasy liściaste strefy umiarkowanej, lasy mieszane i iglaste, łąki subalpejkie i alpejskie, jak i roślinność piargów i skał. W lasach liściastych znaleźć można dęby, różaneczniki, klony i orzechy. Lasy iglaste z kolei tworzą świerki, jodły, choiny i cisy Wallicha. Na terenie parku odnotowano około 1450 gatunków roślin naczyniowych, w tym 300 gatunków roślin leczniczych.

## Fauna

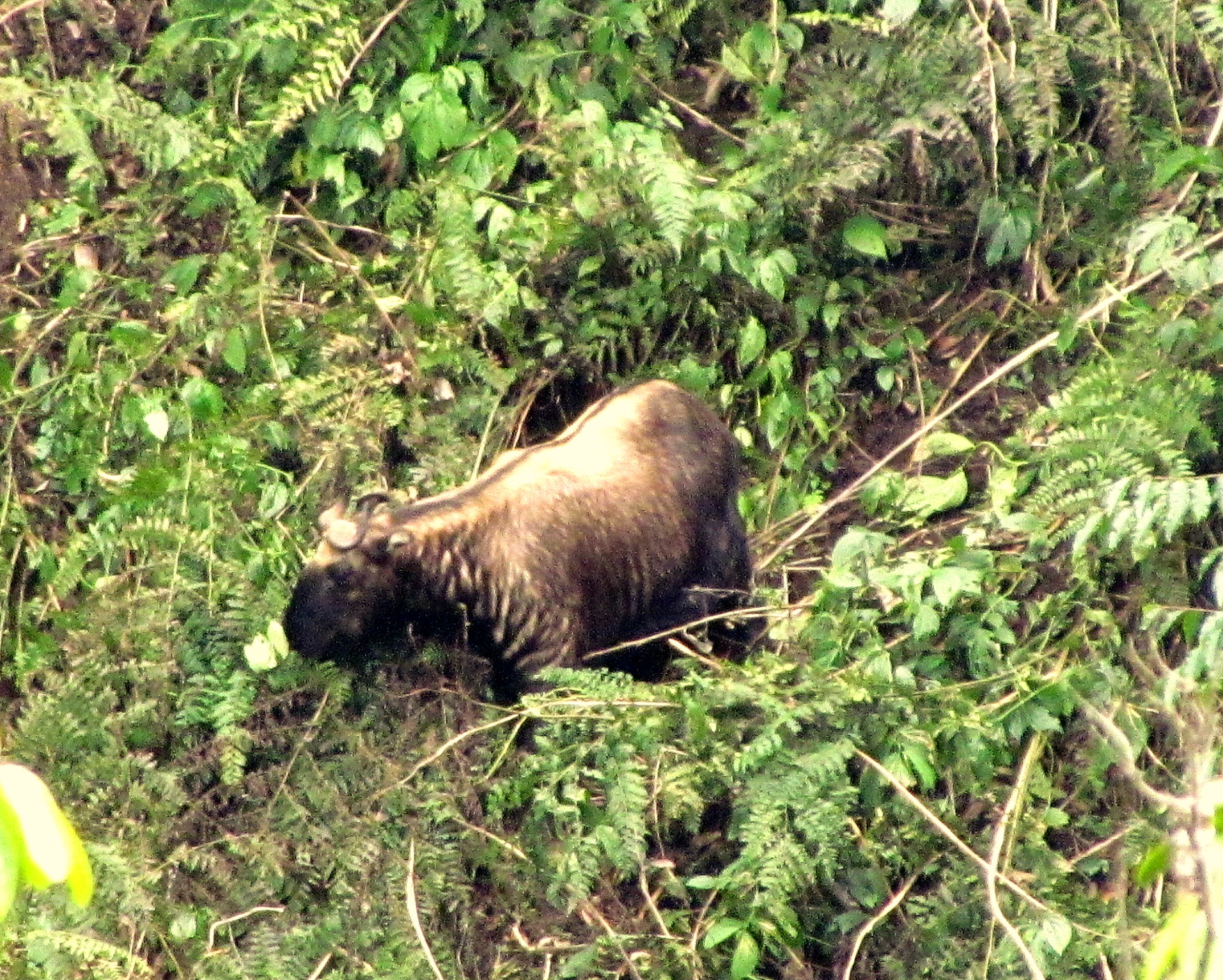
Takin bhutański na terenie parku

Spośród ponad 36 występujących tu gatunków ssaków wymienić można nahura górskiego, takina bhutańskiego, piżmowce, gorala himalajskiego, mundżaki, sambara jednobarwnego, świstaka himalajskiego, cyjona rudego, niedźwiedzia himalajskiego, pankę rudą, tygrysa bengalskiego i irbisa śnieżnego. Park Narodowy Dżigme Dordżi jest jedynym obszarem występowania dwóch ostatnich gatunków. Ponadto na terenie tym znajduje się najwyżej położone stanowisko, na którym stwierdzono obecność tygrysa bengalskiego (4200 m n.p.m.). Tutejsza populacja takinów bhutańskich jest najliczniejsza ze wszystkich. Awifaunę parku reprezentuje 328 gatunków. Stwierdzono występowanie 5 gatunków gadów.
BirdLife International uznaje park narodowy za ostoję ptaków IBA ze względu na występowanie tu dwóch gatunków: krytycznie zagrożonej czapli białobrzuchej (Ardea insignis) oraz narażonego bielika wschodniego (Haliaeetus leucoryphus).

## Ludność
Na terenie parku żyje około 6500 osób (dane z 1999) z lokalnych grup etnicznych. Szczególnie zaludnione są: enklawa nad doliną Mo-czʽu w Gasie oraz okolice Lingshi, Layi i Lunany. Miejscowi na niższych wysokościach trudnią się uprawą ziemi, a na wyższych chowem pastwiskowym, głównie jaków. Gospodarka ta prowadzona jest wyłącznie na własny użytek. Na szczególną uwagę zasługuje Layap, półwędrowna społeczność o odrębnej kulturze.

## Zagrożenia i ochrona
Ważnym zagrożeniem dla parku jest wzrost liczebności lokalnej ludności. Wiąże się to z większym zapotrzebowaniem na drewno opałowe i pastwiska, których zasoby już w 1999 były znikome. Rejony strefy subtropikalnej zagrożone są nieodpowiednim użytkowaniem gruntów, w tym nieadekwatną gospodarką rolną. Przemienny system żarowy o krótkim cyklu doprowadził już do znaczącej erozji gleby na stromych stokach w pobliżu osad ludzkich. Na obszarze tym dochodzi także do degradacji lasów. Innymi zagrożeniami są wielkoskalowe wypalanie łąk, które prowadzi do dezorganizacji szlaków, którymi dzika zwierzyna wędruje na żer, oraz niszczenie siedlisk tejże. W 1999 zwracano również uwagę na nieadekwatną do zarządzania parkiem infrastrukturę oraz niewystarczająco liczny personel.
W celu podtrzymania harmonijnych stosunków między ludnością parku a pozostałymi jego mieszkańcami uruchomiono program ochrony zasobów naturalnych bazujący na lokalnych społecznościach i nazwany „Community Forestry” (dosł. leśnictwo społeczne). Według stanu na 2012 na terenie parku funkcjonują cztery tzw. „Community Forest”, a kolejne czekają na zatwierdzenie rządu.